# Carriggower Bog SAC
Carriggower Bog SAC este o arie protejată (arie specială de conservare — SAC, sit de importanță comunitară — SCI) din Irlanda întinsă pe o suprafață de 84,3 ha, integral pe uscat.

## Localizare
Centrul sitului Carriggower Bog SAC este situat la coordonatele 53°06′16″N 6°10′08″W / 53.104482°N 6.168902°V.

## Înființare
Situl Carriggower Bog SAC a fost declarat sit de importanță comunitară în iunie 2003 pentru a proteja 2 specii de animale. Situl a fost protejat și ca arie specială de conservare în mai 2018.

## Biodiversitate
Situată în ecoregiunea atlantică, aria protejată conține 1 habitat natural: Mlaștini turboase de tranziție și turbării mișcătoare.
La baza desemnării sitului se află mai multe specii protejate de  păsări (2): becațină comună (Gallinago gallinago), becațină mică (Lymnocryptes minimus).
Pe lângă speciile protejate, pe teritoriul sitului au mai fost identificate 14 specii de nevertebrate.